# Sinocyclocheilus jiuxuensis
Sinocyclocheilus jiuxuensis es una especie de peces de la familia Cyprinidae en el orden de los Cypriniformes

## Morfología
Los machos pueden llegar alcanzar los 13,6 cm de longitud total.

## Hábitat
Es un pez de agua dulce.

## Distribución geográfica
Se encuentra en la China.